# Radek Hlavatý
Radek Hlavatý (* 10. ledna 1981) je někdejší český lední hokejista hrající na pozici obránce a posléze trenér tohoto sportu.

## Život
S hokejem začínal ve Slaném. V sezóně 1999/2000 hrál za juniory Kladna a v sedmi utkáních vypomáhal mužům Lva Slaného. Stejná situace se opakovala i následující ročník (2000/2001), během něhož navíc ještě nastupoval za juniory jiného kladenského celku, a sice PZ. V sezóně 2001/2002 nastupoval v dresu juniorů Klášterce nad Ohří a rovněž za muže Kadaně. Do kadaňského celku následně přestoupil a hrál za ně od ročníku 2002/2003 do 2006/2007 s krátkou přestávkou během sezóny 2003/2004, kdy vedle kadaňského mužstva nastupoval i za teplický Stadion. I ročník 2007/2008 začal hrát za Kadaň, nicméně v jeho průběhu odešel na hostování do Prostějova, kde sezónu dohrál. Ročník 2008/2009 strávil v klubu HC Řisuty a rovněž na svém jediném zahraničním angažmá v německém klubu EHV Schönheide. Od sezóny 2009/2010 patřil do kádru slánského klubu, v němž ročníkem 2013/2014 uzavřel svoji aktivní hráčskou kariéru.
Ještě v závěru hráčské kariéry se stal trenérem. Během sezóny 2009/2010 byl ve Slaném hrajícím koučem. V dalších ročnících zastával pozici asistenta trenéra u výběrů své vlasti účastnících se zimní Univerziády. V posledních pěti letech hráčské kariéry Patrika Eliáše působil coby jeho osobní trenér při jeho pobytech v České republice. Ročník 2023/2024 strávil coby hlavní kouč výběru do sedmnácti let u kladenských Rytířů. Po sezóně změnil působiště a stal se asistentem Aleše Tottera v pražské Slavii.